# Watseka
Watseka település az Amerikai Egyesült Államok Illinois államában, Iroquois megyében, melynek megyeszékhelye is. Lakosainak száma 4679 fő (2020. április 1.).

## Népesség
A település népességének változása:

| 2010 | 5 255 |
| 2020 | 4 679 |